# Aubrey Brain
Aubrey Harold Brain (ur. 12 lipca 1893 w Londynie, zm. 21 września 1955) – brytyjski waltornista.

## Życiorys
Brat Alfreda i ojciec Dennisa, również waltornistów. Studiował w Royal College of Music w Londynie (1911–1913). W 1911 roku został pierwszym waltornistą New Symphony Orchestra. Występował w orkiestrze Thomasa Beechama. W latach 1923–1929 pełnił funkcję pierwszego waltornisty London Symphony Orchestra. Od 1930 do 1945 roku współpracował z BBC Symphony Orchestra, następnie w latach 1948–1950 grał z zespołem Philharmonia Orchestra. W latach 1923–1955 był wykładowcą Królewskiej Akademii Muzycznej w Londynie.